# Fregaty rakietowe typu 23
Fregaty rakietowe typu 23 – brytyjskie fregaty rakietowe wchodzące od 1990 w skład Royal Navy. Okrętom nadawano imiona książąt Wielkiej Brytanii. Zbudowano 16 okrętów, z czego 3 sprzedano do Chile. Okręty znane są także jako typ Duke.

## Historia
Początkowo okręty typu 23 były projektowane do zwalczania radzieckich okrętów podwodnych operujących na północnym Atlantyku. W wyniku doświadczeń wyniesionych z wojny falklandzkiej projekt poddano gruntownym zmianom. Dodano silne uzbrojenie przeciwlotnicze, pociski Harpoon i uniwersalną armatę morską kaliber 114 mm.
Budowę pierwszej jednostki HMS „Norfolk” rozpoczęto 14 grudnia 1985, wodowanie jej miało miejsce w 1987, a wcielenie do służby 1 czerwca 1990.
W 2005 podjęto decyzję o wycofaniu trzech okrętów tego typu ze służby i sprzedaniu ich do Chile. Marynarka Wojenna Chile eksploatuje je od 2006 roku.

## Opis
Okręt charakteryzuje się zastosowaniem w konstrukcji elementów technologii stealth, dzięki czemu udało się obniżyć emisję promieniowania podczerwonego, a także zmniejszyć echo radiolokacyjne. Dzięki zastosowaniu siłowni typu CODLAG okręt może być napędzany przez silniki elektryczne, przez co znacznie zmniejsza się poziom hałasu emitowanego przez siłownię okrętu, co jest szczególnie przydatne w przypadku śledzenia okrętów podwodnych.

## Lista okrętów
| Okręt                | Wejście do służby | Status (2020)                                                                                           |
| -------------------- | ----------------- | --- |
| HMS „Norfolk”        | czerwiec 1990     | wycofany ze służby w Royal Navy w 2005; sprzedany Chile, w czynnej służbie jako „Almirante Cochrane”    |
| HMS „Argyll”         | maj 1991          | w czynnej służbie                                                                                       |
| HMS „Lancaster”      | maj 1992          | w czynnej służbie                                                                                       |
| HMS „Marlborough”    | czerwiec 1991     | wycofany ze służby w Royal Navy w 2005; sprzedany Chile, w czynnej służbie jako „Almirante Condell”     |
| HMS „Iron Duke”      | maj 1993          | w czynnej służbie                                                                                       |
| HMS „Monmouth”       | wrzesień 1993     | w czynnej służbie                                                                                       |
| HMS „Montrose”       | czerwiec 1994     | w czynnej służbie                                                                                       |
| HMS „Westminster”    | maj 1994          | w czynnej służbie                                                                                       |
| HMS „Northumberland” | październik 1994  | w czynnej służbie                                                                                       |
| HMS „Richmond”       | czerwiec 1995     | w czynnej służbie                                                                                       |
| HMS „Somerset”       | wrzesień 1996     | w czynnej służbie                                                                                       |
| HMS „Grafton”        | maj 1997          | wycofany ze służby w Royal Navy w marcu 2006; sprzedany Chile, w czynnej służbie jako „Almirante Lynch” |
| HMS „Sutherland”     | lipiec 1997       | w czynnej służbie                                                                                       |
| HMS „Kent”           | czerwiec 2000     | w czynnej służbie                                                                                       |
| HMS „Portland”       | maj 2001          | w czynnej służbie                                                                                       |
| HMS „St Albans”      | czerwiec 2002     | w czynnej służbie                                                                                       |